# Émile Speller
Émile Speller (7 oktober 1875 - 17 januari 1952) was een Luxemburgse militaire officier en de commandant van het Gendarmerie-en Vrijwilligerskorps van het land (Corps des Gendarmes et Volontaires) tijdens de Duitse invasie van Luxemburg in de Tweede Wereldoorlog. Hij diende ook als ordonnansofficier voor verschillende leden van de groothertogelijke familie gedurende zijn carrière en als kamerheer van het Groothertogelijk hof. 

## Levensloop
Émile Speller werd geboren op 7 oktober 1875 in Niederanven. Op 1 juni 1902 begon hij zijn dienst bij het Groothertogelijk Hof, waarbij hij werd benoemd tot ordonnansofficier door Adolf groothertog van Luxemburg. Vervolgens diende hij als ordonnansofficier voor groothertog Willem, groothertogin-regentes Marie Anna, groothertogin Marie-Adélaïde en groothertogin Charlotte. Op 12 januari 1927 werd hij bevorderd tot de rang van kapitein. Op 25 februari 1937 werd Speller benoemd tot majoor-commandant van het Corps des Gendarmes et Volontaires. Op 30 april 1937 werd hij bij ministerieel besluit benoemd tot voorzitter van de toezicht commissie voor bosbouwonderwijs. Op 2 februari 1938 werd hij benoemd tot het Militair Gerechtshof van Luxemburg.
Majoor Speller reorganiseerde de troepen van Luxemburg op 24 februari 1939. Hij bleef de commandant van de troepen tijdens de Duitse invasie van Luxemburg op 10 mei 1940. Het merendeel van de soldaten nam niet deel aan het gevecht, omdat alleen degenen die zich vrijwillig hadden gemeld voor wachtdienst langs de grens waren gestationeerd. De rest bleef in hun kazernes, waardoor de verdediging van het land overgelaten werd aan de Groothertogelijke Gendarmerie. Het totale aantal slachtoffers bedroeg zes gendarmes en één gewonde soldaat. Tweeëntwintig soldaten (zes officieren en zestien onderofficieren) en 54 gendarmes werden gevangengenomen.
Na de invasie werd Speller kort gevangengezet door de Gestapo. Hij werd vrijgelaten, maar bleef gedurende de rest van de bezetting nauwlettend door hen gevolgd. Op 3 maart 1945 benoemde de teruggekeerde en hervormde Luxemburgse regering Speller tot het Pensioenbestuur voor het leger van 1945. Op 7 oktober erkende de regering Speller's ontslag, die hij exact vijf jaar eerder had ingediend. Op 9 augustus 1946 kreeg hij de eretitel van kolonel toegekend. Speller zette zijn dienst voort voor de regering als kamerheer van het Groothertogelijk Hof. Hij overleed op 17 januari 1952 in zijn huis in Luxemburg-Stad na een langdurige ziekte.